# Красавин, Андрей Васильевич
Андрей Васильевич Красавин (1918—1979) — советский разведчик, генерал-майор госбезопасности, участник Великой Отечественной войны, лауреат Государственной премии СССР, начальник Отдела Радиоэлектронной разведки Первого Главного управления КГБ СССР.

## Биография
Родился 5 октября 1918 года. В 1939 году направлен оперативным сотрудником на работу в НКВД СССР.
Участник Великой Отечественной войны с 1941 года, работал оперуполномоченным, ст. оперуполномоченным и начальником отдела Управления НКГБ СССР по Ленинградской области.
После войны с 1946 года на руководящей работе в органах Внешней разведки МГБ СССР. С 1946 года работал резидентом в Австрии, с 1955 года во Франции.
С 1960 года в центральном аппарате ПГУ КГБ СССР.
С 1971 года начальник 16-го Отдела (Радиоэлектронная разведка) Внешней разведки КГБ СССР.
Умер на рабочем месте в 1979 году. Похоронен на Ваганьковском кладбище в Москве.

## Награды
- Лауреат Государственной премии СССР (1974);
- Орден Знак Почета;
- Два ордена Красной Звезды;
- Два ордена Красного Знамени;
- Орден Октябрьской Революции;
- Орден Ленина;

Ведомственные знаки отличия:
- Почётный сотрудник госбезопасности;